# Philippe Beinaerts
Philippe Beinaerts (1980) is een Vlaams kabinetsmedewerker en voormalig journalist.

## Levensloop
Philippe Beinaerts studeerde taal- en letterkunde (Germaanse talen) en internationale politiek aan de Universiteit Antwerpen. Van 2004 tot 2006 werkte hij als redacteur bij productiehuis Telesaurus, waar hij meewerkte aan Canvasprogramma's zoals Nachtwacht, Frontlijn en De weg naar Mekka. In 2006 werd hij politiek journalist bij de Antwerpse regionale zender ATV en een jaar later maakte hij de overstap naar VTM. In 2013 werd hij woordvoerder en begin 2017 kabinetschef van Antwerps burgemeester Bart De Wever.
Hij is sinds januari 2017 lid van de raad van bestuur van de VRT. Hij volgde er de overleden Eric Defoort op.